# Bauhinia jenningsii
Bauhinia jenningsii là một loài thực vật có hoa trong họ Đậu. Loài này được P.Wilson miêu tả khoa học đầu tiên.